# David Leslie (pilote automobile)
Pour les articles homonymes, voir David Leslie.
 (novembre 2017).
Si vous disposez d'ouvrages ou d'articles de référence ou si vous connaissez des sites web de qualité traitant du thème abordé ici, merci de compléter l'article en donnant les références utiles à sa vérifiabilité et en les liant à la section « Notes et références ».
David Leslie est un pilote automobile britannique (écossais) né le 9 novembre 1953 à Annan et mort le 30 mars 2008 à Farnborough.
Il participa notamment au BTCC entre 1987 et 2003. Il remporta neuf courses (la première en 1993 à Thruxton, au volant d'une Vauxhall Cavalier) durant ces 16 années de compétition. Il ne remporta jamais le championnat mais termina vice-champion derrière le Français Laurent Aïello en 1999.
Le 30 mars 2008, il se rendait en France avec Richard Lloyd et l'ingénieur Chris Allarton, au Circuit Nogaro, pour Lloyd's Apex Motorsport, en préparation du championnat FIA GT 2008 ; mais leur avion s'écrase dans un lotissement de Farnborough, tuant tous les passagers. L'enquête a montré que l'arrêt des deux moteurs en vol résultait de plusieurs défauts mécaniques incorrectement diagnostiqués avant l'envol.